# Metophthalmus aalbui
Metophthalmus aalbui es una especie de coleóptero de la familia Latridiidae.

## Distribución geográfica
Habita en México y en la Baja California (Estados Unidos).